# 周政坤
周政坤（1953年7月—），湖南汉寿人，中国共产党党员，中华人民共和国政治人物。湖南省第10届人民代表大会代表。

## 生平
1953年7月，周政坤出生在湖南省汉寿县。曾先后出任湖南省劳动人事厅科长、花垣县人民政府副县长、湖南省劳动人事厅政研室主任、《湖南劳动》杂志总编辑、中共郴州市委常委、组织部长、中共郴州市委副书记，2002年4月出任郴州市人民政府市长，2004年3月卸任。2004年3月出任湖南省国有资产管理委员会党委书记，2007年5月被免职。

### 落马
2008年7月2日，周政坤案件在益阳市中级人民法院开庭审理，1994年9月至2007年3月，周政坤出任中共郴州市委组织部长、中共郴州市委副书记、郴州市人民政府市长和湖南省人民政府国有资产监督管理委员会党委书记期间，利用职务上的便利，采取给下属打招呼、签字批示等方式，在矿山开采、工程承揽等方面，为他人谋取利益，单独或伙同妻子刘阳春、弟弟周政文、周政权，共同收受9个单位或个人财物共计人民币1326万余元。
2008年11月20日，益阳市中级人民法院一审判处周政坤无期徒刑，剥夺政治权利终身，没收财产200万元，周政坤和同案周政文、周政权犯罪所得及其孳息3027.25万元追缴国库。周政坤现于长沙监狱麓峰监区受刑。
中共郴州市委书记李大伦、市纪委书记曾锦春先于周政坤落马，三人在2001年前后围绕郴州市国有企业玛瑙山矿的改制各自支持一家企业。